# Дягутите, Янина
Яни́на Дягути́те (Яни́на Дегути́те, лит. Janina Degutytė; 6 июля 1928, Каунас — 8 февраля 1990, Вильнюс) — литовская поэтесса, переводчица, автор стихотворений для детей.

## Биография
Родилась в Каунасе, в Нижних Шанцах (Жямейи Шанчяй). Вместе с родителями несколько лет провела в Кедайняй и Тельшяй. С детства не отличалась крепким здоровьем.
В 1948 году окончила 7-ю каунасскую гимназию. В 1955 году окончила историко-филологический факультет Вильнюсского университета, где изучала литовский язык и литературу.
Работала библиотекарем в детской библиотеке в Таураге. Преподавала русский язык в вечерней школе. Работала учителем в Неменчине. С ухудшением состояния здоровья устроилась на работу в санаторном детском доме.
В 1958 году обосновалась в Вильнюсе, где работала редактором в Государственном издательстве художественной литературы (1958—1961). Лечилась в Москве, Ялте. С 1958 года член Союза писателей Литвы.
С 1961 года жила литературным трудом.
Жила на Антоколе. Похоронена на Антакальнском кладбище.
В 2005 году на доме в Шанчяй (Каунас) открыта мемориальная доска в память о том, что здесь жила поэтесса Янина Дягутите (архитектор Альгимантас Шлапикас).

## Литературная деятельность
Писать стихи начала с десяти лет. Своими стихами дебютировала в печати в 1957 году. Была принята в Союз писателей Литвы ещё до выхода первой книги. Творчеству Янины Дягутите свойственно романтическое мироощущение. Уже первый сборник стихов „Ugnies lašai“ («Капли огня»; 1959) обратил на себя внимание чрезвычайно эмоциональным языком. Ведущие мотивы её лирики — внутренняя неуспокоенность, ненависть к серости, восторженная любовь к жизни. Создала циклы лирических пейзажей Литвы. Вместе с Эдуардасом Межелайтисом и Алфонсасом Малдонисом возродила в литовской поэзии пейзажную миниатюру
За сборник стихотворений „Pilnatis“ («Полнолуние»; 1967) в 1968 году удостоена Республиканской премии. В 1974 году получила премию комсомола Литвы за сборник стихотворений для детей „Saulėtos dainelės“ (1972).
Переводила на литовский язык стихи Агнии Барто, Валерия Брюсова, Эмиля Верхарна. Стихотворения Янины Дягутите печатались в переводах на английский, белорусский, болгарский, испанский, латышский, молдавский, польский, русский, украинский, эстонский и другие языки.

## Издания

### Книги стихов
- Ugnies lašai: eilėraščiai. Vilnius: Valst. grož. lit. l-kla, 1959. 142 p.
- Dienos – dovanos: eilėraščiai. Vilnius: Valst. grož. lit. l-kla, 1960. 190 p.
- Saulė ir dainelė: eilėraščiai vaikams. Vilnius: Valst. grož. lit. l-kla, 1961. 22 p.
- Rugelis dainuoja: eilėraščiai vaikams. Vilnius: Valst. grož. lit. l-kla, 1963. 24 p. (второе издание: Vilnius: Vaga, 1967)
- Ant žemės delno: eilėraščiai. Vilnius: Valst. grož. lit. l-kla, 1963. 98 p.
- Sniego lelija: eilėraščiai vaikams. Vilnius: Vaga, 1964. 24 p.
- Mano diena: eilėraščiai vaikams. Vilnius: Vaga, 1965. 20 p.
- Žalia ugnelė: eilėraščiai vaikams. Vilnius: Vaga, 1966. 44 p.
- Šiaurės vasaros: eilėraščiai. Vilnius: Vaga, 1966. 107 p.
- Pilnatis: eilėraščiai. Vilnius: Vaga, 1967. 119 p.
- Mėlynos deltos: rinktinė. Vilnius: Vaga, 1968. 243 p.
- Pelėdžiuko sapnas: pasakos. Vilnius: Vaga, 1969. 63 p.
- Debesų pilis: eilėraščiai vaikams. Vilnius: Vaga, 1970. 24 p.
- Šviečia sniegas: eilėraščiai. Vilnius: Vaga, 1970. 71 p.
- Saulėtos dainelės: eilėraščiai vaikams. Vilnius: Vaga, 1972. 71 p. (второе издание: Vilnius: Vaga, 1979)
- Prieblandų sodai: eilėraščiai. Vilnius: Vaga, 1974.
- Kregždės lopšinė: jaunesniam mokykliniam amžiui. - Vilnius, 1976.
- Tylos valandos: lyrikos rinktinė. Vilnius: Vaga, 1978. 35 p.
- Tarp saulės ir netekties: eilėraščiai. Vilnius: Vaga, 1980. 95 p.
- Piemenaitė karalaitė: eilėraščiai. Vilnius: Vaga, 1982.
- Juokias duonelė. Vilnius: Vaga, 1982.
- Klevų viršūnės: eilėraščiai. Vilnius: Vaga, 1983. 267 p.
- Baltas gulbių sostas. Vilnius: Vaga, 1984. 95 p.
- Purpuru atsivėrusi: eilėraščiai. Vilnius: Vaga, 1984. 71 p.
- Neužpūsk pienės pūko: eilėraščiai. Vilnius: Vaga, 1985. 106 p.
- Nepalik manęs: pasakojimai apie gyvulėlius. Vilnius: Vyturys, 1986. 56 p.
- Naujieji metai: žaislinė knygelė. Vilnius: Vyturys, 1986.
- Šaltinėlis. Vilnius: Vyturys, 1988
- Rinktiniai raštai. T. 1. Vilnius: Vaga, 1988
- Rinktiniai raštai. T. 2. Vilnius: Vaga, 1988
- Miško šokis. Vilnius: Vaga, 1988
- Artumas: eilėraščiai. Kaunas: Spindulys, 1995
- Poezija. Poems. Vilnius: Lietuvos rašytojų sąjungos leidykla, 2003
- Į saulėtekį ir dainą. Vilnius: Gimtasis žodis, 2003

### Переводы
- A. L. Barto. Po mūsų sparnu. Vilnius: Valst. grož. lit. l-kla, 1961.
- V. Briusovas. Poezija. Vilnius, 1961.
- E. Verharnas. Poezija. Vilnius, 1961.

### Книги на русском языке
- Капли огня. Стихи. Перевод С. Мар. Москва: Советский писатель, 1960. 96 с.
- Рожь поет: стихи. Пер. с литов. А. Санина. Москва: Детская литература, 1968
- Голубые дельты. Стихи. Пер. с литов. Н. Матвеевой и И. Кииру. Москва: Советский писатель, 1971. 152 c.

## Награды
- Орден Трудового Красного Знамени (7 марта 1960 года) — в ознаменование 50-летия Международного женского дня и отмечая активное участие женщин Советского Союза в коммунистическом строительстве и их заслуги перед Советским государством по воспитанию молодого поколения, за достижение высоких показателей в труде и плодотворную общественную деятельность[5].